# Вечерний Оренбург
«Вечерний Оренбург» — русскоязычная общественно-политическая газета города Оренбурга.
Аудиторией газеты являются администрация города Оренбурга, предприятия, учреждения, организации, бизнес-структуры, общественные учреждения, население.

## Современная газета
Газета «Вечерний Оренбург» осуществляет свою деятельность на основании свидетельства о регистрации средства массовой информации E-0814, Государственным комитетом Российской Федерации по печати, Уральским региональным управлением регистрации и контроля за соблюдением законодательства РФ о средствах массовой информации.
Учредителями (соучредителями) газеты являются:
1. Комитет по управлению имуществом г. Оренбурга.
2. ООО «Новая неделя».

Газета «Вечерний Оренбург» распространяется в городе Оренбурге преимущественно по подписке, а также продаётся в киосках печати. «Вечерний Оренбург» печатает информацию о социальной, экономической, культурной, спортивной жизни города Оренбурга. На её страницах — не только информационная панорама, но и комментарии к фактам, размышления горожан.
В «Вечернем Оренбурге» публикуются официальные документы Оренбургского городского Совета и администрации города Оренбурга.
Газета выходит один раз в неделю в формате А3, в среду. Печатается в типографии «Орен-Пресс» в городе Оренбурге.

### Руководство и коллектив
- Главный редактор — Курусин Александр Вячеславович.
- Заместитель директора по рекламе и маркетингу — Корсунова Татьяна Владимировна.
- Ответственный секретарь — Щербинина Юлия Сергеевна.